# Pablo Cuñat
Pablo Cuñat Campos (Valencia, 28 aprile 2002) è un calciatore spagnolo, portiere del Levante.

## Carriera

### Club
Ha iniziato a giocare a calcio nel Levante, dove ha percorso tutta la trafila delle giovanili fatta eccezione per il triennio dal 2017 al 2020 dove ha militato nella cantera del Barcellona. Nel 2020 è stato promosso nella formazione B con cui ha debuttato in Segunda División B.
Il 7 agosto 2023 è stato ceduto in prestito all'Amorebieta e quattro giorni dopo ha debuttato a livello professionistico nell'incontro di Segunda División pareggiato 1-1 proprio contro la sua ex squadra. Il 9 luglio 2024 è stato nuovamente ceduto in prestito, questa volta al FC Cartagena.

### Nazionale
Ha giocato nella nazionale giovanile spagnola Under-21.

## Statistiche

### Presenze e reti nei club
Statistiche aggiornate al 5 aprile 2025.
| Stagione        | Squadra         | Campionato      | Campionato | Campionato | Coppe nazionali | Coppe nazionali | Coppe nazionali | Coppe continentali | Coppe continentali | Coppe continentali | Altre coppe | Altre coppe | Altre coppe | Totale | Totale |
| Stagione        | Squadra         | Comp            | Pres       | Reti       | Comp            | Pres            | Reti            | Comp               | Pres               | Reti               | Comp        | Pres        | Reti        | Pres   | Reti   |
| --------------- | --------------- | --------------- | ---------- | ---------- | --------------- | --------------- | --------------- | ------------------ | ------------------ | ------------------ | ----------- | ----------- | ----------- | ------ | ------ |
| 2020-2021       | Levante B       | SDB             | 9          | -8         | -               | -               | -               | -                  | -                  | -                  | -           | -           | -           | 9      | -8     |
| 2021-2022       | Levante B       | SDR             | 20         | -22        | -               | -               | -               | -                  | -                  | -                  | -           | -           | -           | 20     | -22    |
| 2022-2023       | Levante B       | TF              | 22         | -11        | -               | -               | -               | -                  | -                  | -                  | -           | -           | -           | 22     | -11    |
| 2023-2024       | Amorebieta      | SD              | 26         | -29        | CR              | 0               | 0               | -                  | -                  | -                  | -           | -           | -           | 26     | -29    |
| 2024-2025       | FC Cartagena    | SD              | 30         | -56        | CR              | 3               | -2              | -                  | -                  | -                  | -           | -           | -           | 33     | -58    |
| Totale carriera | Totale carriera | Totale carriera | 107        | -126       |                 | 3               | -2              |                    | -                  | -                  |             | -           | -           | 110F   | -128   |